# Efferia kondratieffi
Efferia kondratieffi este o specie de muște din genul Efferia, familia Asilidae, descrisă de Bullington și Lavigne în anul 1984. Conform Catalogue of Life specia Efferia kondratieffi nu are subspecii cunoscute.